# Weinauparkstadion
Das Weinauparkstadion befindet sich am östlichen Stadtrand von Zittau (Sachsen) im Weinaupark. Ende des 19. Jahrhunderts war auf dem Gelände eine Radrennbahn angelegt worden, deren überdachte Holztribüne die älteste Sportstätten-Tribüne Deutschlands ist und unter Denkmalschutz steht. Die Leichtathletikanlage wurde 1915 erbaut. Von 1955 bis Anfang der 1990er hieß sie Willi-Gall-Stadion, nach einem 1941 in der NS-Zeit ermordeten Widerstandskämpfer.

## Historie
Auf Initiative des Radfahrer-Vereins Zittau entstand eine Radrennbahn, die am 19. August 1894 eingeweiht wurde. Die Baukosten betrugen bis dahin 8700 Mark. Nach Ablauf des zehnjährigen Pachtvertrages mit dem Radfahrer-Verein (ab 1899 nannte er sich „Verein für Radwettfahren zu Zittau“), bot dieser dem Stadtrat die Rennbahn in der Weinau mit Tribüne für 4000 Mark zum Kauf an. Nach Verhandlungen erwarb der Stadtrat die Rennbahn mit Tribüne und allem Zubehör für 1000 Mark. Die Übernahme erfolgte am 1. Juni 1904.
Weitere ausführliche Informationen zur Historie des Weinauparkstadions veröffentlichte der Weinauverein 2019 zum 125. Jahrestag der Einweihung.

## Ausstattung
Nach dem Hochwasser 2010 wurde die Anlage wieder aufgebaut und zu einer Typ-A-Wettkampfstätte erweitert. Das Stadion hat:
- 8 Rundlaufbahnen (à 400 m; auch für Sprint und Hürdenlauf)
- 1 Hindernislaufbahn
- 4 Weitsprunganlagen
- 2 Hochsprunganlagen
- 2 Stabhochsprunganlagen
- 3 Speerwurfanlagen
- 2 Diskus- und Hammerwurfanlagen
- 3 Kugelstoßanlagen

An Nebenanlagen sind sowohl Rasenspielflächen, Hartplätze und Volleyballfelder vorhanden als auch Sauna, Entspannungsbecken, Klubraum und Casino.